# Ilha Upernivik
A ilha Upernivik (em dinamarquês:  Upernivik Ø) é uma ilha costeira localizada na costa ocidental da Groelândia (português brasileiro) ou Gronelândia (português europeu) Tem uma área de 540 km². É desabitada. Pertence ao município de Qaasuitsup e é a terceira maior da região do fiorde Uummannaq. Upernivik é muito montanhosa e o seu ponto mais alto é o Palup Qaqqaa, com 2105 m de altitude.